# Vincent Canby
Vincent Canby (Chicago, 27 luglio 1924 – New York, 15 ottobre 2000) è stato un critico cinematografico e critico teatrale statunitense, capo-critico cinematografico del New York Times dal 1969 fino ai primi anni '90, e quindi critico teatrale sullo stesso quotidiano dal 1994 fino alla morte (2000).

## Biografia

### Infanzia e adolescenza
Canby nacque a Chicago da Katharine Anne (nata Vincent) e Lloyd Canby. Frequentò un educantato a Christchurch, in Virginia, dove divenne amico del futuro scrittore William Styron. Fu proprio Canby a introdurre a Styron le opere dei contemporanei Elwyn Brooks White ed Ernest Hemingway. La coppia arrivò inoltre in autostop fino a Richmond per comprare il nuovo romanzo di Hemingway, Per chi suona la campana, uscito nel 1940.
Nel 1942, durante la seconda guerra mondiale, divenne guardiamarina nella United States Navy Reserve a bordo della Landing Ship Tank, venendo promosso a sottotenente di vascello nel 1946. Alla fine della guerra, frequentò il Dartmouth College ma non completò gli studi.
Canby fu anche un drammaturgo e romanziere occasionale, scrivendo i romanzi Living Quarters (1975) e Unnatural Scenery (1979) nonché i drammi End of the War (1978), After All (1981) e The Old Flag (1984), ambientato nella guerra di secessione.

### Carriera giornalistica
Ottenne il suo primo lavoro come giornalista nel 1948 per il Chicago Journal of Commerce. Nel 1951 si trasferì a New York e fu assunto come critico cinematografico da Variety, dove sarebbe rimasto per sei anni prima di iniziare a lavorare per il New York Times. Nel febbraio 1969 venne designato capo-critico cinematografico del quotidiano newyorkese, succedendo a Renata Adler.
Canby era profondo estimatore di registi quali Stanley Kubrick, Spike Lee, Jane Campion, Mike Leigh, Rainer Werner Fassbinder, James Ivory e Woody Allen. Lo stesso Allen avrebbe poi ammesso che la recensione positiva di Canby del suo film Prendi i soldi e scappa fu un punto di svolta nella sua carriera di regista. D'altra parte, Canby fu assai critico nei confronti di alcuni film altrimenti acclamati, come Rocky, L'Impero colpisce ancora, La notte dei morti viventi, Fuori orario, Mezzogiorno e mezzo di fuoco, Rain Man, L'esorcista, Qualcuno volò sul nido del cuculo, Il padrino - Parte II, Il ritorno dello Jedi, Witness e Alien.
Nel dicembre 1994 venne nominato critico teatrale della domenica e il suo posto di capo-critico cinematografico fu assunto da Janet Maslin.

### Morte
Sopravvissuto alla compagna storica, la scrittrice inglese Penelope Gilliatt (deceduta nel 1993), Canby è morto di cancro a Manhattan il 15 ottobre 2000.